# Región de Coblenza
Coblenza fue uno de los tres Regierungsbezirke de Renania-Palatinado, Alemania, localizado en el noreste del estado.
Desde 2000, los trabajadores y funcionarios del Gobierno local formaron la Aufsichts- und Dienstleistungsdirektion Trier (Supervisión y dirección de servicios de Tréveris) y la Struktur- und Genehmigungsdirektionen (Dirección estructural) Nord en Coblenza y Süd en Neustadt (Weinstraße). Estas administraciones ejecutan su autoridad sobre el conjunto del estado, por ejemplo, el "ADD Trier" supervisa todos los colegios.

## Composición de la región
| Kreise (distritos) | Kreisfreie Städte (ciudades sin distritos) |
| --- | ------------------------------------------ |
| 1. Ahrweiler 2. Altenkirchen 3. Bad Kreuznach 4. Birkenfeld 5. Cochem-Zell 6. Mayen-Coblenza 7. Neuwied 8. Rin-Hunsrück 9. Rin-Lahn 10. Westerwald | 1. Coblenza                                |

- Datos: Q641003
- Multimedia: Regierungsbezirk Koblenz / Q641003